# Bass Communion (1998)
| Recensione | Giudizio |
| ---------- | -------- |
| AllMusic   |          |

Bass Communion è il primo album in studio del musicista britannico omonimo, pubblicato nell'aprile 1998 dalla 3rd Stone.

## Descrizione
Comprende cinque brani, tra cui due versioni di Drugged. La prima ha visto la partecipazione al sassofono del musicista Theo Travis mentre la seconda è caratterizzata da un campionamento di sette secondi curato da Robert Fripp dei King Crimson e basato su un paesaggio sonoro da lui improvvisato nel 1993.
L'album è stato successivamente ristampato dalla Hidden Art nel dicembre 2001. In occasione del Record Store Day 2018, il disco è uscito anche in formato doppio vinile sempre attraverso la medesima etichetta, e vede l'inclusione dell'inedito No News Is Good News, inciso nel 2000 con la collaborazione del compositore iracheno Naseer Shamma.

## Tracce
Musiche di Steven Wilson.
CD
1. Shopping – 1:24
2. Drugged – 13:32
3. Sleep Etc. – 13:28
4. Orphan Coal – 10:04
5. Drugged – 24:55

2 LP
- Lato A

1. Shopping – 1:24
2. Drugged – 13:37

- Lato B

1. Sleep Etc. – 13:28

- Lato C

1. Orphan Coal – 10:28
2. No News Is Good News – 8:15

- Lato D

1. Drugged – 24:54

## Formazione
- Steven Wilson – strumentazione, registrazione
- Theo Travis – sassofono (traccia 2)
- Robert Fripp – campionatore (traccia 5)